# Новосадски партизански одред
Новосадски партизански одред био је формиран у јулу 1941. године према упуствима Војног комитета ПК КПЈ. После уништења Одреда 1941. године нови Новосадски партизански одред формиран је 12. августа 1944. године.

## Позадина
У лето 1941. године после напада Немачке на Совјетски Савез убрзано се приступило организованијим акцијама усмереним против окупатора. Сматрало се да је после напада на СССР општа ситуација знатно измењена у прилог оружаног устанка против фашизма.
Покрајински комитет КПЈ је у Петрограду (Зрењанину) на састанку одржаном 23/24. јуна дао јасну директиву да војне десетине прерасту у партизанске десетине и одреде. Циљ је био јасан – прелазак на оружану борбу. Договорено је штампање прогласа ПК за Војводину који је умножен уз проглас ЦК КПЈ, али није сачуван. Истовремено је дато упуство да се сви компромитовани чланови КП повуку и илегалност како би изгегли хапшења и страдања. Формиран је и Штаб партизанских одреда за Војводину у саставу: Данило Грујић, командант, Жарко Турински, заменик команданта и Светозар Марковић, политички комесар.

## Оснивање одреда
Током јула 1941. године формиран је Штаб партизанских одреда за јужну Бачку на чијем је челу био Љубиша Протић, капетан бивше краљевске војске. За његовог заменика изабран је Ђорђе Бешлин, (негде се као заменик наводи Далибор Францисти), кога би у случају пада заменио Коста Шокица. Радивој Ћирпанов, иначе задужен за целокупан рад партијских и скојевских организација, постао је политички комесар. За рад на стварању партизанских одреда у на подручју Новог Сада, подручју био је задужен Јован Жерављев.
Војни штаб донео је после разматрања целокупне ситуације, а желећи да дисциплиновано иступи у складу са одлуком ЦК КПЈ од 4. јула о оружаном устанку, на предлог који су дали Радивој Ћирпанов, Коста Шокица и Борислав Продановић приступило се формирању Новосадског партизанског одреда.
Идеја је била да се на терену у близини Новог Сада формирају две групе бораца од по пет људи, које ће се временом попуњавати новим људством чиме би Новосадски партизански одред прерастао у озбиљнију партизанску, војну, формацију.  Изабрани су: Брзак Живко, Симин Милан, Силбашки Бранко, Смиљанов Радован, Стоја Милан, Станков Тима, Немет Антал, Николетић Стеван, Радовановић Живко и Ковољевић Светозар. За команданта Одреда постављен је Милан Симин. Његов избор за ово место није био ни мало случајан. Поред личних разлога да се што активније укључи у антифашистички отпор, било је значајно да одред води човек  који је због свог ангажовања у бившој краљевској војсци поседовао драгоцено знање и искуство које је било од посебно значајно за партизанско организовање и ратовање.
Новосадски партизански одред био је подељен у две групе од по пет људи, а свака је покривала одређено подручје.  План је био да се ове групе дуже задрже на терену, можда касније и пребаце на терен који је примеренији животу једног партизанског одреда. Прва група имала је задатак да покрива терен око интернационалног пута код Ченеја, као и делове пруге Нови Сад-Суботица и Нови сад-Бечеј. Друга група требала је да покрива атар Футога.
У ноћи 25. јула Милан Симин и Живко Радовановић нашли су се на обали Дунава и уз канал кроз Темеринску улицу према циглани у новосадски атара. Код кафане која је раније одређена као место сусрета обе групе нашли су се око 20 часова. Ту им се придружио Антал Немет, а недалеко од тога и Стеван Николетић. После чекања петог члана, Бранка Силбашког, који се није појавио група је наставила према Ченеју и у кукурузишту на договореном месту пронашла је пет ранчева спремљених за њих. Група се улогорила у близини барутане.

## Крах Новосадског партизанског одреда
Група је откривена 26. јула. Према извештајима окупационе власти око 12,30 Рајс је са двојицом радника и поодофициром Јаношем Ленђелом отишао до места где су примећена сумљива лица. Они су у дубини кукуришта открили четири члица – три лица како леже и четвртог Радовановића како седи и окренут њима чита Лењиново писмо. Оно су се повукли како би позбвали појачање и са  8-10 људи наоружаних пољоипривредним алатима, као и са неколико пушака опколили су партизанску групу. Дошло је до оружаног окршаја због чега је алармирана војна команда и команда полицијске страже. Врло брзо је стигао камион са једним водом као и вод полиције. Восјка и полиција су опколили место сукоба, док су Симин и група у неравноправној борби тражили начин да се извуку из обруча. Ускоро су заробили Радовановића, а Симина ранили у бутину. У покушају да се извуче Симин је погођен једним хицем директно у главу. У даљој борби заробљен је Антал Немат, који је у покушају бекства погођен у леђа и убијен. Једини је Николетић успео да избегне смрт.
Код њих је даљом истрагом утвђено да су имали пет ранчева, Лењиново писмо, један пиштољ српског порекла, више метака за пиштољ, већа количина хране, лекови, завоји, фосфорне шибице, три ручне бомбе српског порекла, меци за пушке и једна направа за избацивање возова из шина.
Заробљеног Живка Радовановића окупатор је 2. августа обесио.
МТИ (Мађарска телеграфска агенција) 1. августа 1941. године пренела је информацију о овом догађају: "Прошле суботе су комунисти Живко Радовановић, Рада Смиљанов, Милан Симин и један комуниста по имену Немет напали чувара станице у Ченеју близу Новог Сада а на оружану снагу која је приспела отворили су ватру из пушака и бацили ручне бомбе.Током пушкарања Симин Милан и онај Немет су убијени док су друга двојица ухапшени. Преки суд новосадске војне команде у суботу ће им изрећи пресуде".
Лист "Вести ПК КПЈ за Војводину", бр. 2, 4. август 1941.г. пренео је вест:
| „ | Слава успомени народног хероја Живка Радовановића. У суботу, 2. августа 1941.г. злочиначка рука окончала је још један млади живот. Живка Радовановића, 21-годишњег приватног намештеника, из Новог Сада, преки војни суд је осудио на смрт и пресуда је извршена. Једини грех Живка Радовановића је био тај што је волео свој народ и своју отаџбину и што се борио за њену слободу и лепшу будућност. У ослободилачкој борби југословенских народа живеће успомена на његову несаломљиву храброст и оданост. | ” |

На месту погибије припадника НПО 1971. године је подигнут споменик Новосадском партизанском одреду

## Формирање Новосадског партизанског одреда 1944
На салашу Андрије Паленкаша  (у близини Бачког Петровца) 12. августа 1944. године формиран је нови Новосадски партизански одред. Истовремено су формирани и Бачкопаланачки, Шајкашки, Суботички и Сомборски. За команданта Новосадског партизанског одреда постављен је Јан Паљик Јураја, а за политичког комесара Тоша Гавриловић Риле.
Одлуку о формирању пет одреда потврдио је Штаб Бачко-барањске оперативне зоне 23. јула 1944. године.
У самом почетку Одред је извео неколико успешних акција: напад на кудељару код Б.Петровца, напад на месну полицију у Каћу, где је заплењено 40 пушака и напад на железничку станицу у Руменки. Касније, септембра и октобра месеца, када је Одред био поприлично омасовљен, извршено је низ акција: разоружавање мађарске страже у Новом Саду на темеринском друму, разоружавање месне полиције у Ченеју где је заплењено 14 пушака, 13 пиштоља, 4 сандука муниције, 2 сандука бомби и друге опреме. Изведено је и 3 успешне дивирзије на возове на релацији Суботица-Нови Сад и Будисава-Шајкаш.
Септембра месеца 1944. год. у оквиру Новосадског партизанског одреда деловале су две групе партизана: словачка група (звали су је Словачка чета) и новосадска група. Словачку  чету сачињавало је око 40 бораца  словачке народности из бившег Бачко-барањског партизанског одреда. Чета је учествовала у ослобађању Бачког Петровца 15. октобра 1944. године, као других околних села и самог Новог Сада 22. и 23. октобра 1944. После ослобођења Новог Сада бројно стање чете се повећало на преко  200 бораца, те је формиран Први словачки батаљон. Главни штаб НОВ и ПО Војводине за команданта овог батаљона именовао је дотадашњег команданта Новосадског партизанског одреда Јана Палика – Јураја.
23. октобра 1944. године Новосадски партизански одред је ушао у Нови Сад, где је расформиран, а његови делови ушли су у састав VII, VIII и XIV Војвођанске бригаде.

## Британска мисија у Новом Саду
Убрзо након формирања Главног штаба НОВ и ПОЈ за Војводину у њега је стигла британска војна мисија на челу са мајором СОЕ Базилом Дејвидсоном. Ова мисија је током своја два боравка на територији Војводине обавила низ значајних задатака и контаката. Највише је остала запамћена по извештају о масакру над цивилима у Сремској Рачи, почињеном од припадника „Ханџар“ дивизије, када је Дејвидсон, заједно са начелником ГШВ Јованом Бељанским-Лалом, лично саслушавао преживеле мештане и проследио извештај за Лондон, затим по Дејвидсоновом извештају о масовном хапшењу бачких Јевреја априла 1944, једном од првих извештаја о „холокаусту“ који су стигли у савезничке команде.
Током лета 1944. године и почетка јесени мисија је боравила у зони одговорности Новосадског партизанског одреда и на салашу Андрије Паленкаша, да би касније били пребачени у Нови Сад.
О свом боравку у Новом Сади писао је и у књизи "Special operations Europe", објављена на српко-хрватском као "С.О.Е. између четника и партизана": "Концем тога љета провео сам у Новом Саду неколико дана као Рудолф Долинек, проучавајући Вермахтов транспорт, који се сљевао на запад пред совјетским напредовањем из Румуњске. У то сам вријеме становао у кући једног симпатизера, заједно са својим радио-телеграфистом, наредником Џорџом Армстронгом, којега ни тривијалне околности попут морзеова емитирања из непријатељског града нису могле натјерати да трепне оком. Кавана у главној улици, позната тада по свом власнику као Кафе Штолц, а данас као Војводина, била је корисно мјесто на којем се могло сједети и проучавати њемачки транспорт. Послије живота у кукурузу било је то мирно занимање, и веома удобно.
Из Новог Сада Дејвидсон је требало да оствари своју давнашњу намеру и да настави пут за Мађарску, до чега није дошло. Поред осталог, чланови енглеске војне мисије обећали су да ће ваздушним путем обезбедити дотурање оружја Суботичком и Сомборском НОП одреду, до чега (вероватно) није дошло.

## Галерија
- Милан Симин, командант НПО 1941.